# Всеросійський перепис населення (2002)

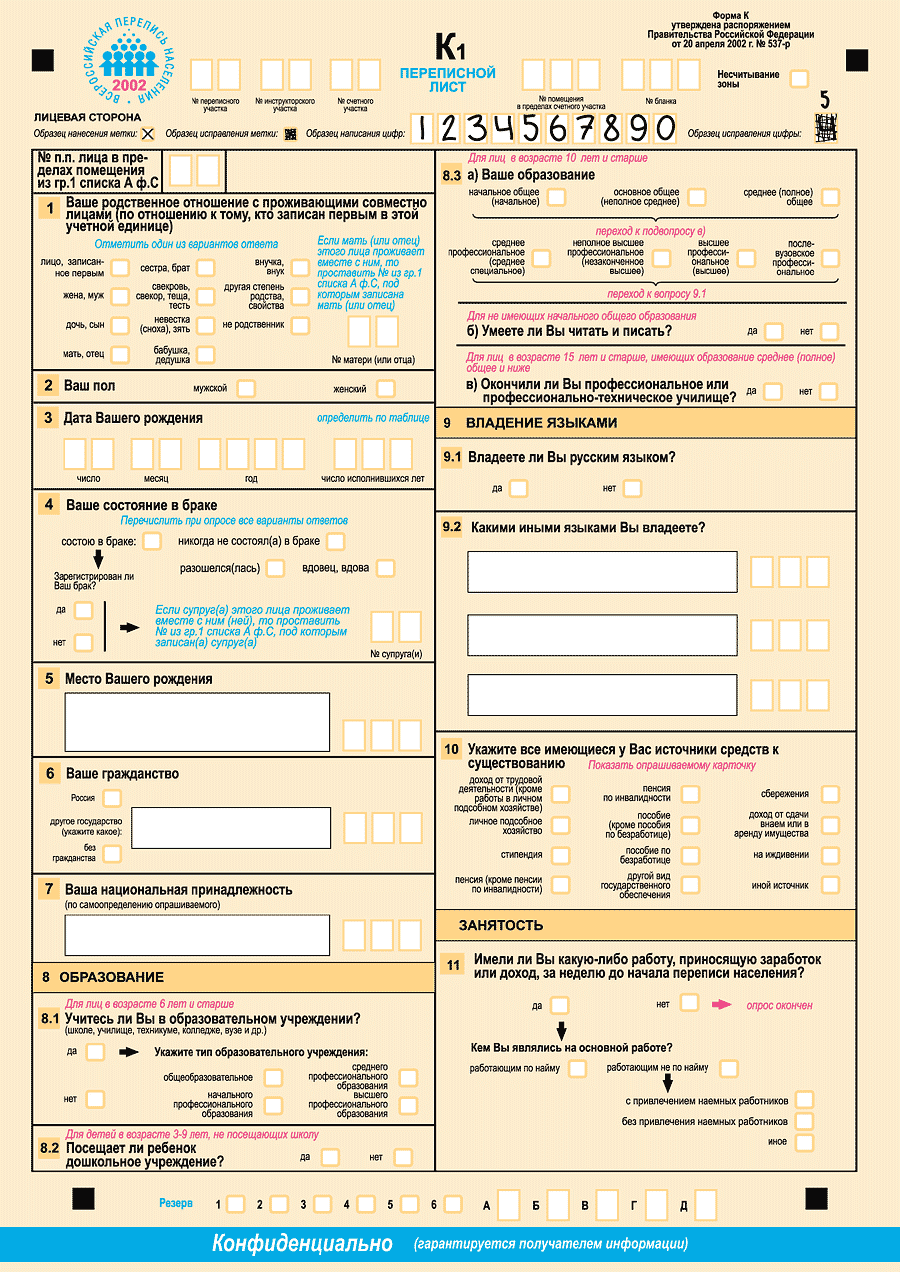
Переписний лист Всеросійського перепису населення 2002 року (коротка програма перепису)

Всеросійський перепис населення проводився за станом на 00 годин 00 хвилин 9 жовтня 2002 року. У переписі брали участь усі громадяни Російської Федерації, а також громадяни зарубіжних держав, які перебували на території Росії.
Згідно стандартам ООН, перепис населення повинен відбуватися кожні 10 років. Попередній перепис на території Росії проходив у січні 1989 року. Відповідно наступний перепис повинен був пройти не пізніше 1999 року. Однак через фінансові труднощі він відбувся лише в жовтні 2002 року.
Учасники перепису відповіли на запитання про вік, сімейний стан, знання мов, національність, освіту. Частина також відповіла на запитання про майновий стан і стан житла.
Витрати на Всеросійський перепис населення в 2002 році склали близько 4,8 млрд рублів.

## Результати перепису
За результатами перепису, число жителів Росії зменшилася на 1,8 млн осіб (порівняно з 1989) і склало 145 166 731 особу.
Результати перепису населення виявили велику розбіжність з даними поточного обліку населення, причому як в один, так і в інший бік. Зокрема, на Далекому Сході перепис не виявив близько 150 тис. осіб (хоча виходячи з душових показників обчислювалися розміри бюджетної допомоги цим регіонам), а в процентному відношенні рекорд «недостачі» був поставлений в Чукотському автономному окрузі (-28%). Аналогічні, хоча менш значні в кількісному вираженні результати, були в регіонах півночі Європейської Росії та деяких областях так званої основної смуги розселення (зокрема, в Тамбовській, Тверській, Курганській областях перепис не виявив більше 5% населення). Навпаки, в Москві за офіційної чисельності населення в 8,5 млн осіб переписано було 10,4 млн. На 77% вище очікуваного виявилося число жителів Чечні (0,6 і 1,1 млн осіб).

### Національний склад населення

Етнічна карта Кавказу

Найчисленніший етнос Російської Федерації — росіяни; чисельність осіб, що визначили себе такими (графа № 7 переписного листа), за даними перепису 2002 року, — 115,9 млн, або 79,8% від усього населення, на другому місці — татари (5,6 млн, або 3,8%), на третьому — українці (2,9 млн, 2%), на четвертому — башкири (1,7 млн, 1,2%), на п'ятому — чуваші (1,6 млн, 1,1%), на шостому — чеченці (1,5 млн, 1,0%), на сьомому — вірмени (1,1 млн, 0,8%), на восьмому — мордва (0,8 млн, 0,6%).
Поточний облік населення з національностей не ведеться. За період з 1989 року відбулися істотні зміни в етнічному складі населення, викликані відмінностями в режимах відтворення населення і міграційними процесами, пов'язаними з розпадом СРСР: зокрема, частка росіян знизилася з 81,5% до 79,8%; за міжпереписний період знизилася чисельність українців на 33%, білорусів на 32%, німців на 29%, мордви на 21%, удмуртів на 11%, чувашів на 8%; збільшилася чисельність чеченців — у 2,1 рази, інгушів і азербайджанців — у 1,8 рази, лезгин — у 1,6 рази, даргинців на 44%, аварців на 39%, кабардинців на 35%, осетин на 28%.
Новим у програмі перепису 2002 року було питання про громадянство. Чисельність громадян Росії склала 142 400 000 осіб (98% жителів країни). Переписані також були 1 млн громадян інших країн і 0,4 млн осіб без громадянства. Подвійне громадянство вказали 44 тис. осіб.

### Міське та сільське населення
73% росіян — міські жителі, 27% — сільські. Таким же було це співвідношення за даними попереднього перепису населення 1989 року. Одна з основних особливостей демографічної ситуації останніх десятиліть у країні — концентрація міського населення в невеликій кількості густонаселених центрів. Понад 60% населення Росії зосереджено в трьох федеральних округах — Центральному (26%), Приволзькому (22%) та Південному (16%). Найнечисленним є Далекосхідний федеральний округ — 4,6% населення. Третина жителів Росії зосереджена в найбільших «містах-мільйонерах»: у Москві, Санкт-Петербурзі, Новосибірську, Єкатеринбурзі, Нижньому Новгороді, Самарі, Омську, Казані, Челябінську, Ростові-на-Дону, Уфі, Волгограді.

### Склад населення
Перепис зафіксував характерне для населення Росії значне перевищення чисельності жінок у порівнянні з чисельністю чоловіків, яке склало 10 млн. осіб проти 9,6 млн. у 1989 році. Співвідношення чоловіків і жінок за переписом 2002 року було більш сприятливим у сільському населенні — 52,4% жінок, проти 53,8% — у міському (53,4% жінок у всьому населенні). Частка жінок у населенні в 1989 складала 53,3%.
Перепис зафіксував перевищення числа літніх людей над числом дітей:
- 18,1% від чисельності населення — діти
- 61,3% — населення працездатного віку
- 20,5% — старше працездатного віку.